# ダイナソー
『ダイナソー』（原題：Dinosaur）は、2000年に公開されたディズニーのアニメ映画。製作国はアメリカ合衆国。ディズニー社は本作のために「ザ・シークレット・ラボ」を建設した。

## 概要
恐竜達と彼らの生きる時代の一幕を描いたCGアニメーションのキャラクターと実写の背景が融合する作品。製作にあたり、古生物学者や古生物画家がアドバイザーとして招かれた。恐竜達は“人間のような感情や表情を持ち、言葉を話す”と設定されている。

## あらすじ
舞台は6500万年前の白亜紀末期。卵の状態で巣からさらわれたイグアノドンのアラダーは、キツネザルの一家の手により育てられ、青年期を迎えた。古生物達の楽園とも言える同時代の地球であったが、巨大な隕石の衝突によって環境は激変。未曽有の大災害を生き延びたアラダーとキツネザル一家は、多数のイグアノドンを中心とした草食動物の大群に合流し、豊饒な緑に溢れるという「命の大地」を目指して旅立つ。だが、彼らの背後には、群れを付け狙う肉食恐竜達が迫っていた。

## 登場キャラクター
アラダー
本作の主人公で、オスのイグアノドン。森に落ちた卵から生まれ、キツネザル一家に育てられる。隕石の落下による爆発からキツネザルの一家と共に辛くも難を逃れ、【命の大地】へと向かう草食恐竜の群れと遭遇、行動を共にする。弱者を切り捨てる冷酷さを持つクローンとは当初から対立している。旅のなかでクローンに捩じ伏せられる事や、群れからはぐれるという苦難に見舞われるも、次第に草食恐竜達を先導する存在となり、カルノタウルスに襲われた際も勇猛果敢に立ち向かい、群れを守っている。
劇中終盤で話を最後まで聞こうとしないクローンと争いになり、殺されかけるも、ニーラに命を救われる。崖の上でカルノタウルスに襲われるクローンを助けようとニーラと共に立ち向かい、崖の底へ突き落として撃破した。
ニーラ
本作のヒロインで、アラダーが恋に落ちるメスのイグアノドン。草食恐竜の群れのリーダーであるクローンの妹。当初はアラダーの事は歯牙にも描けていなかったが、旅を通してクローンとは違い、弱者に対しても優しく接して助けようとする態度を見て次第に彼に惹かれていき、最終的にはクローンとアラダーの争いにおいて、クローンに殺されかけていたアラダーを救った。その後はカルノタウルスに襲われるクローンを助けに入り、アラダーと共に退けた。
プリオ
キツネザルのリーダーであるヤーの娘であり､ ジーニーの姉。アラダーの母親のような存在。
ヤー
プリオとジーニーの父で、キツネザルのリーダー。当初はアラダーを育てる事には反対だったが、娘のプリオに説得される形で受け入れる事になり、隕石によって島が崩壊した後は、アラダーや家族と行動を共にする。
ジーニー
陽気なキツネザル。プリオの弟であり､ アラダーの親友(正確には叔父にあたる)。メスのキツネザルへの求愛の日では毎年、失敗している。
スーリ
プリオの娘。アラダーの遊び相手。
クローン
イグアノドン。ニーラの兄で、草食恐竜の群れのリーダー。本作のディズニーヴィランズ。弱者は置き去りにするという冷酷な性格。新しく群れに加わったアラダーが気に入らず、度々攻撃的な態度を取る。終盤でアラダーの話や言うことを最後まで受け入れず、アラダーが【命の大地】への別の道を案内しようとしたときにリーダーの座を奪われると逆上し、アラダーを攻撃して彼を殺害しようとしたが、傷つく彼を心配するニーラの体当たりを受けて阻止される。群れの草食恐竜達にも見限られ、最終的にはアラダーにリーダーの座を明け渡すこととなった。最期は【命の大地】へ繋がる岩壁を単身登っていた際、カルノタウルスに狙われ追い詰められる。意を決して反撃するも全く歯が立たず、致命傷を負う。アラダーとニーラの助けも間に合わず、二頭に看取られながら死亡した。
ブルートン
イグアノドン。クローンの忠実な部下で数々の修羅場をくぐり抜けた猛者。劇中中盤でカルノタウルスに襲われ重傷を負い、群れからはぐれてしまっていたが、アラダー一行に助けられ、暫く行動を共にする。最後は二頭のカルノタウルスによってアラダー達が危機に陥った際、勇猛果敢に立ち向かい、自らの命と引き換えにカルノタウルス一頭を倒し、アラダー達の窮地を救った。
ベイリーン
ブラキオサウルスのお婆さん。高齢であり、群れの最後尾にイーマ、アールと共に着いてきていたが、アラダー達と出会い、行動を共にするようになる。途中、群れからはぐれてしまったものの、洞窟を通じて【命の大地】へと繋がる出口へたどり着き、岩の壁を破壊して大地へと抜ける道を切り開くなどの活躍を見せる。当初はやや後ろ向きな発言が目立っていたが、アラダーと共に行動をするに従い、前向きな心境に変化し、洞窟の岩の壁が崩れて塞がった事で諦め掛けていたアラダーを叱咤して壁の破壊に積極的に手を貸した。
イーマ
スティラコサウルスのお婆さん。ベイリーンの良き友人。高齢で足が短いせいか歩くのが遅い。
アール
アンキロサウルス。人懐っこい性格。ベイリーンとイーマにとっては孫のような存在。

## キャスト
| 役名       | 英語版声優               | 日本語吹替 |
| ---------- | ------------------------ | ---------- |
| アラダー   | D・B・スウィーニー       | 袴田吉彦   |
| ニーラ     | ジュリアナ・マルグリーズ | 江角マキコ |
| プリオ     | アルフレ・ウッダード     | 高島雅羅   |
| ヤー       | オジー・デイヴィス       | 渡部猛     |
| ジーニー   | マックス・カセラ         | 中尾隆聖   |
| スーリ     | ヘイデン・パネッティーア | 須藤祐実   |
| クローン   | サミュエル・E・ライト    | 中田譲治   |
| ブルートン | ピーター・シラグサ       | 玄田哲章   |
| ベイリーン | ジョーン・プロウライト   | 島美弥子   |
| イーマ     | デラ・リース             | 磯辺万沙子 |

## 登場恐竜他

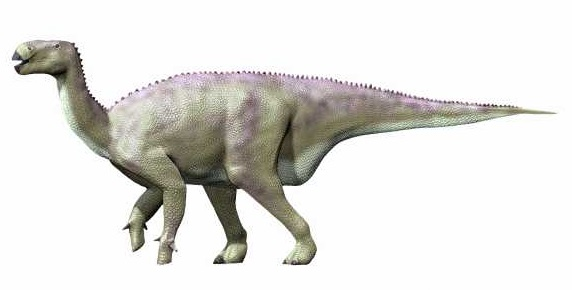
イグアノドン
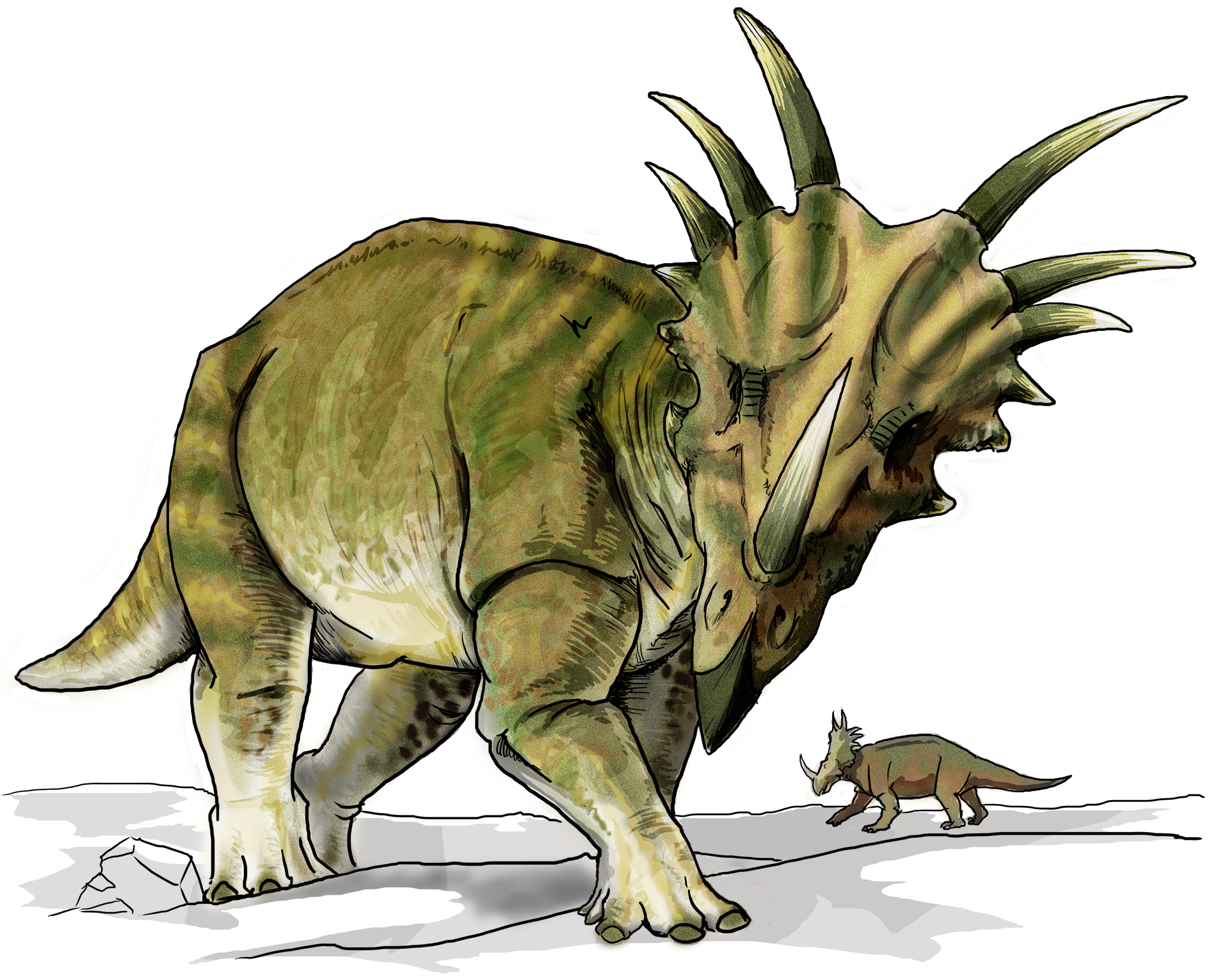
スティラコサウルス
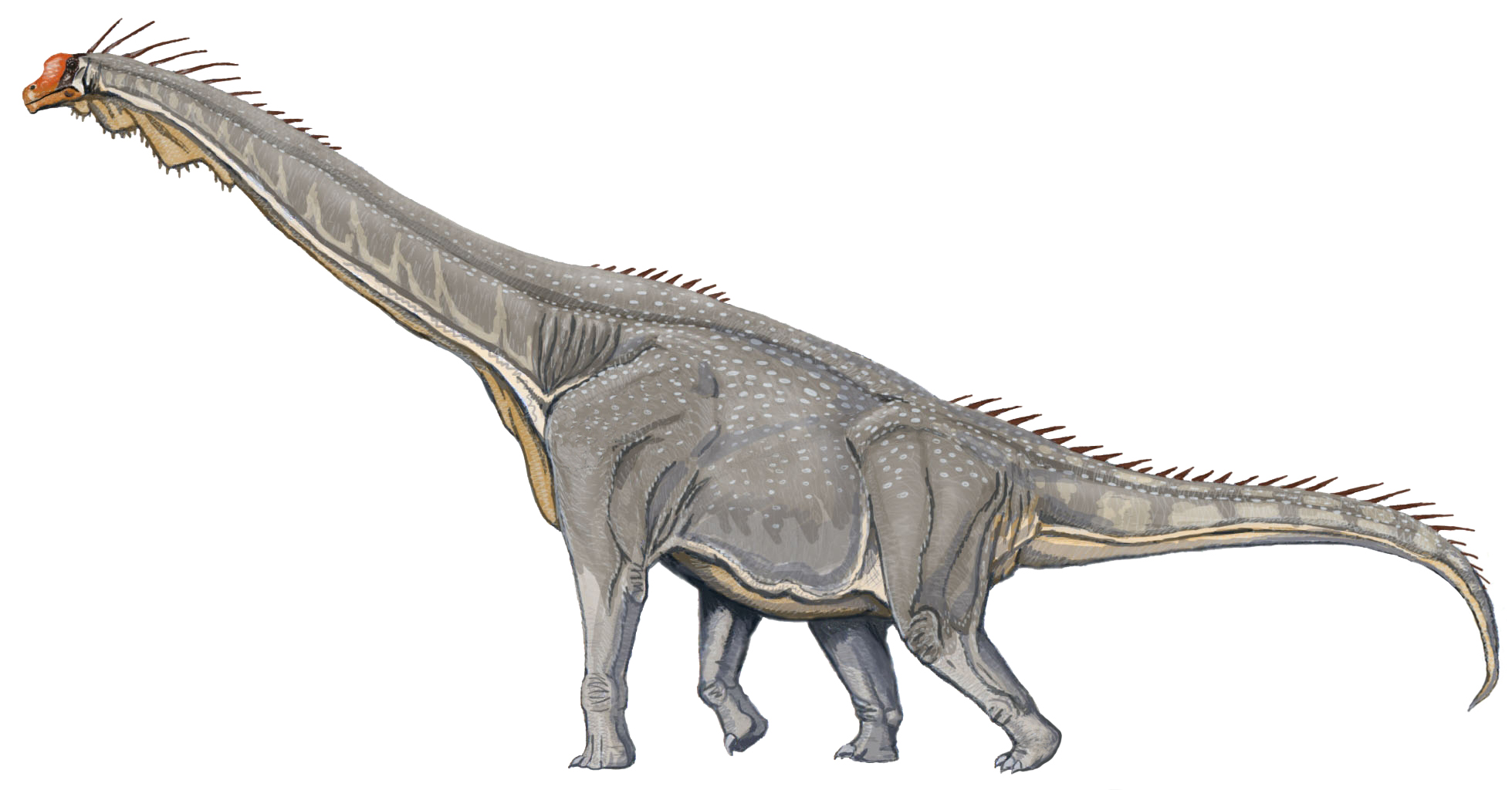
ブラキオサウルス
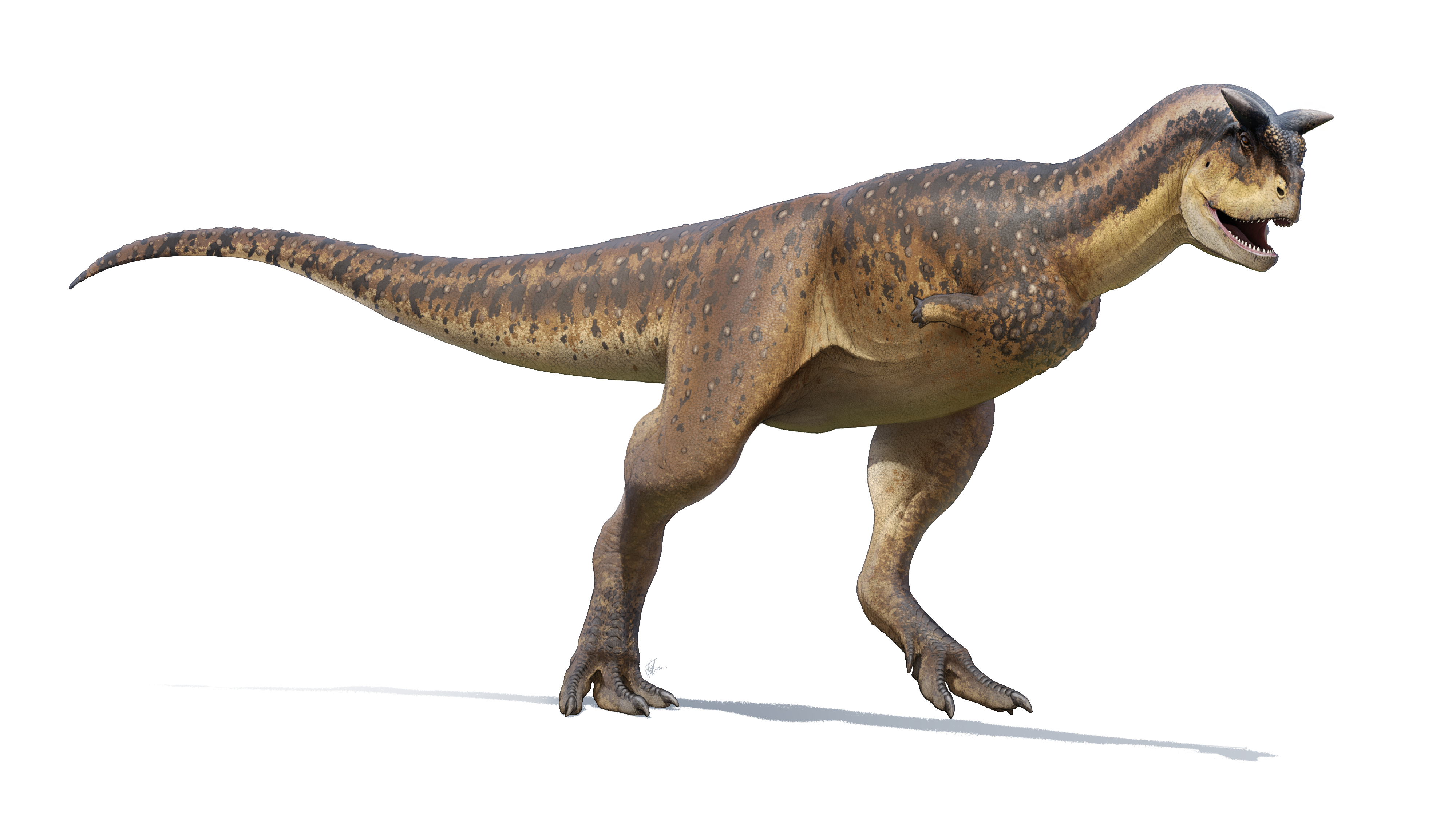
カナタウルス（カルノタウルス）
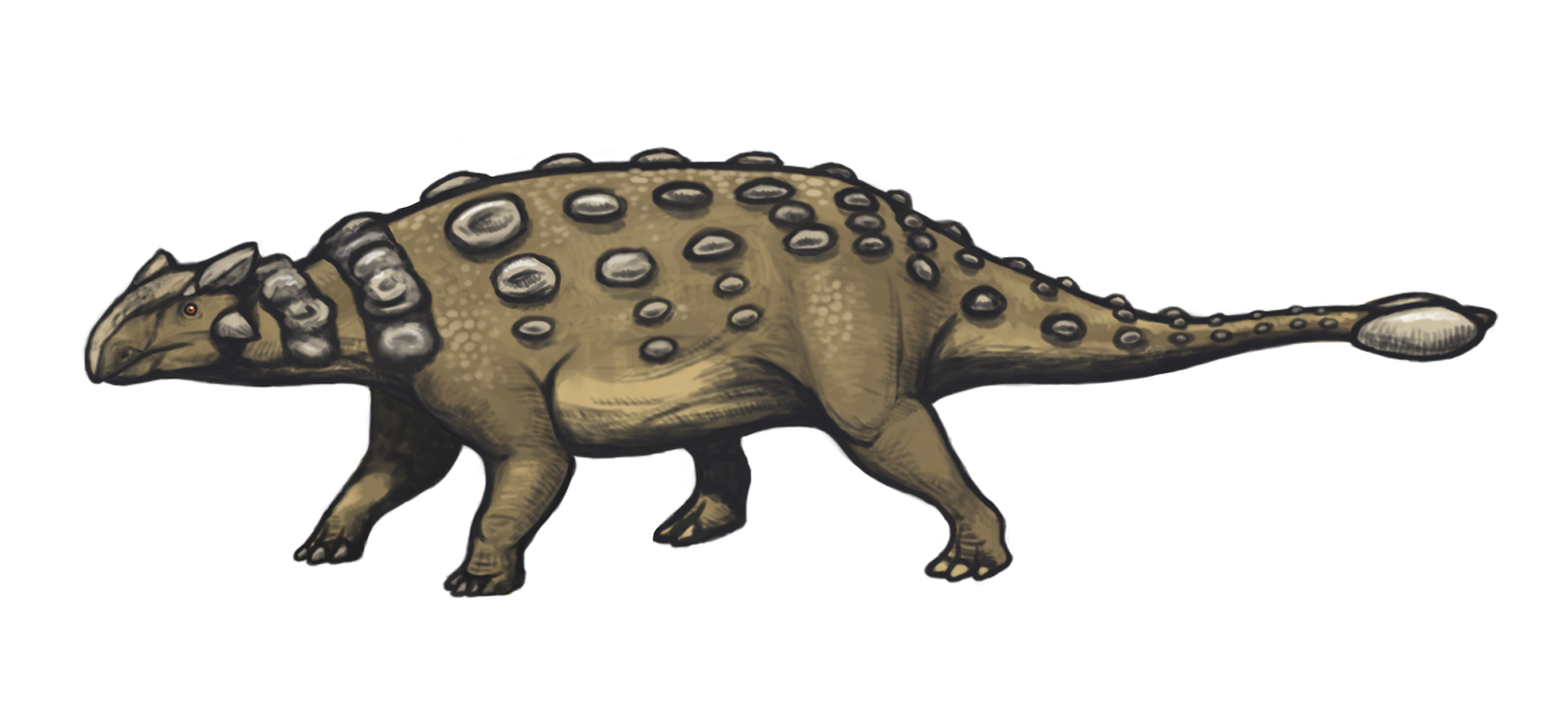
アンキロサウルス
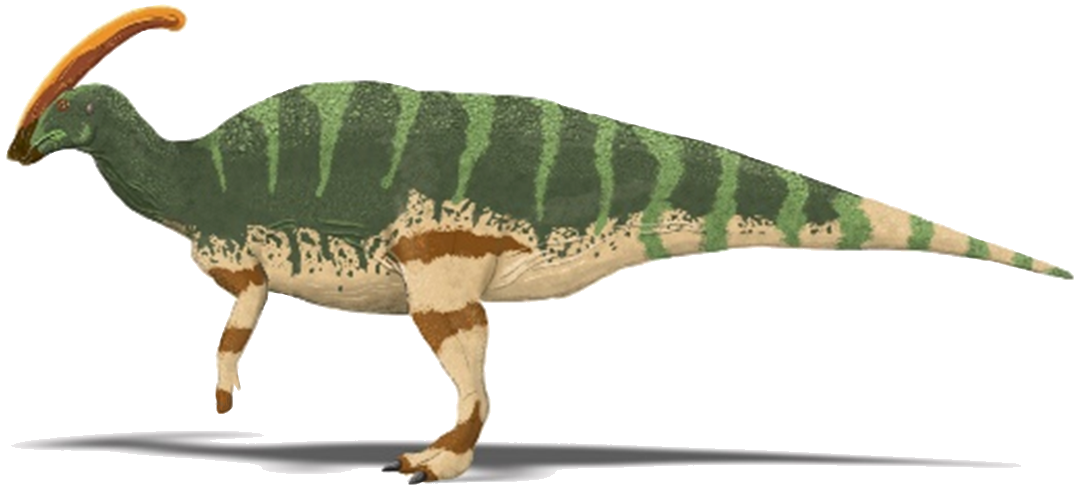
パラサウロロフス
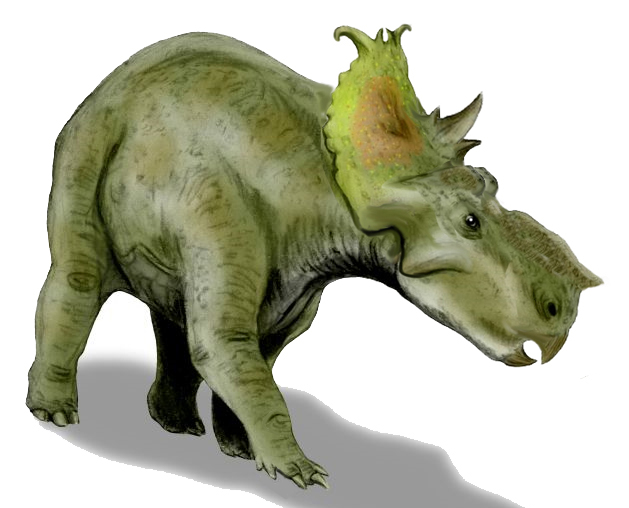
パキリノサウルス
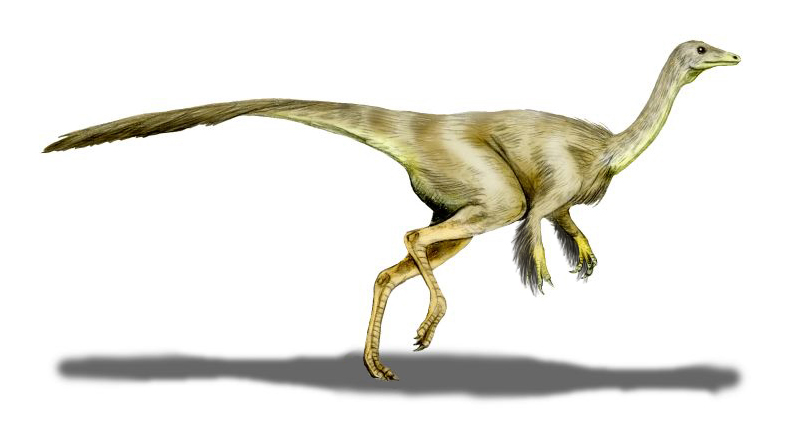
ストルティオミムス
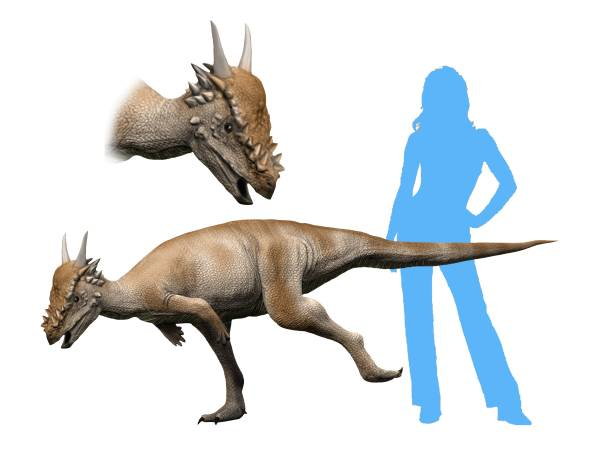
スティギモロク
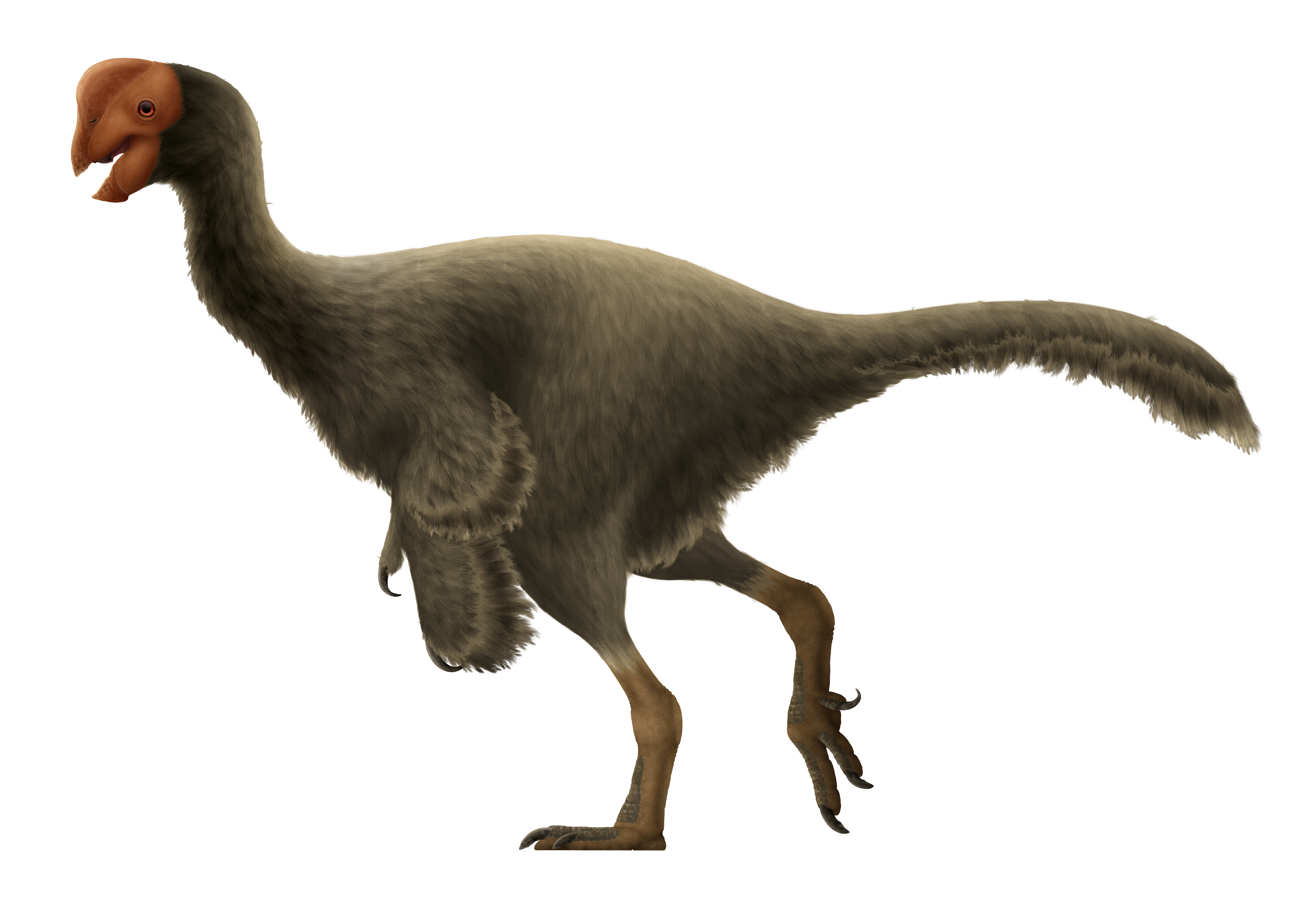
オヴィラプトル
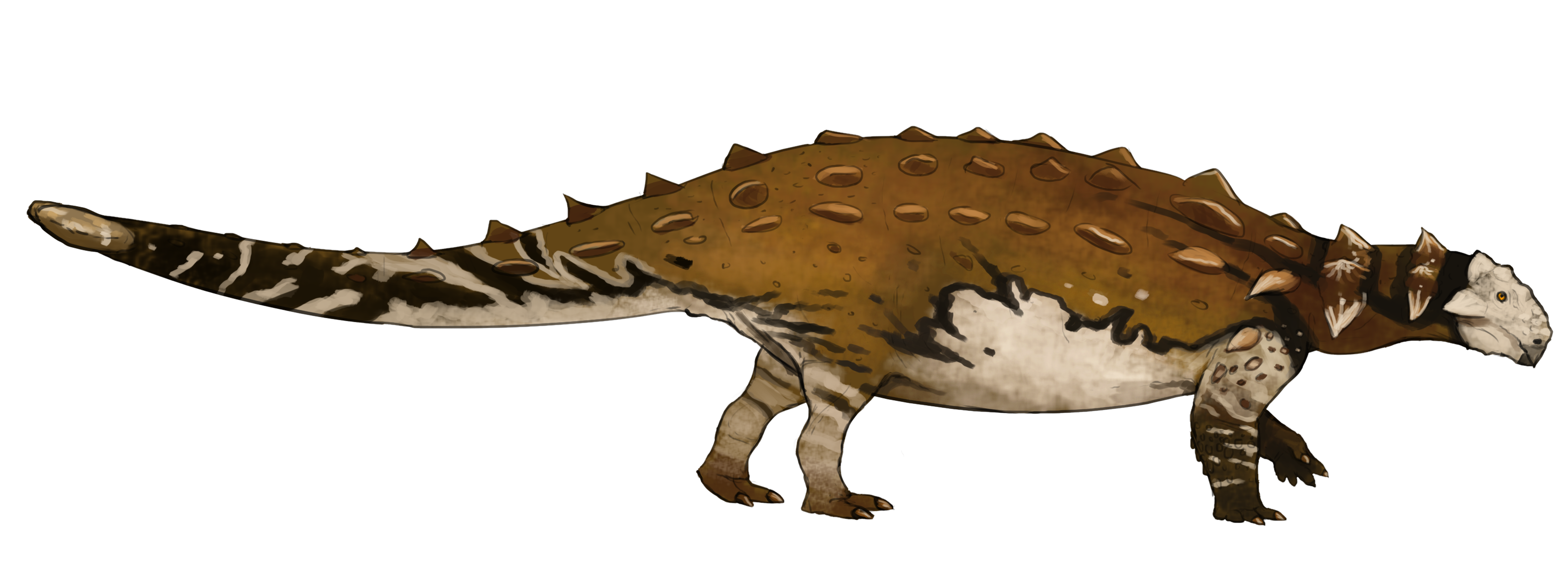
タラルルス
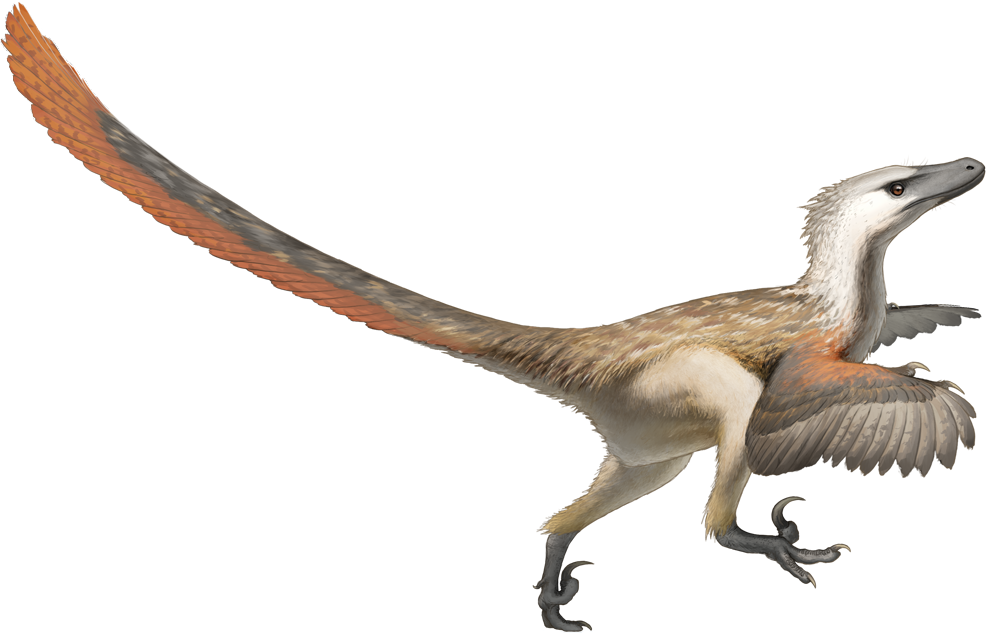
ヴェロキラプトル
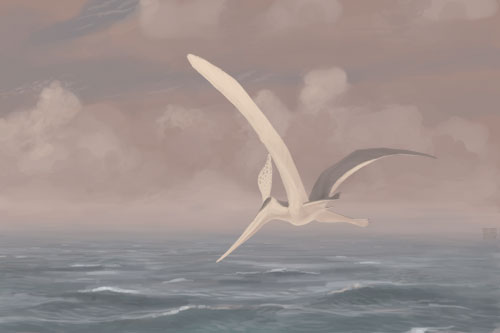
プテラノドン
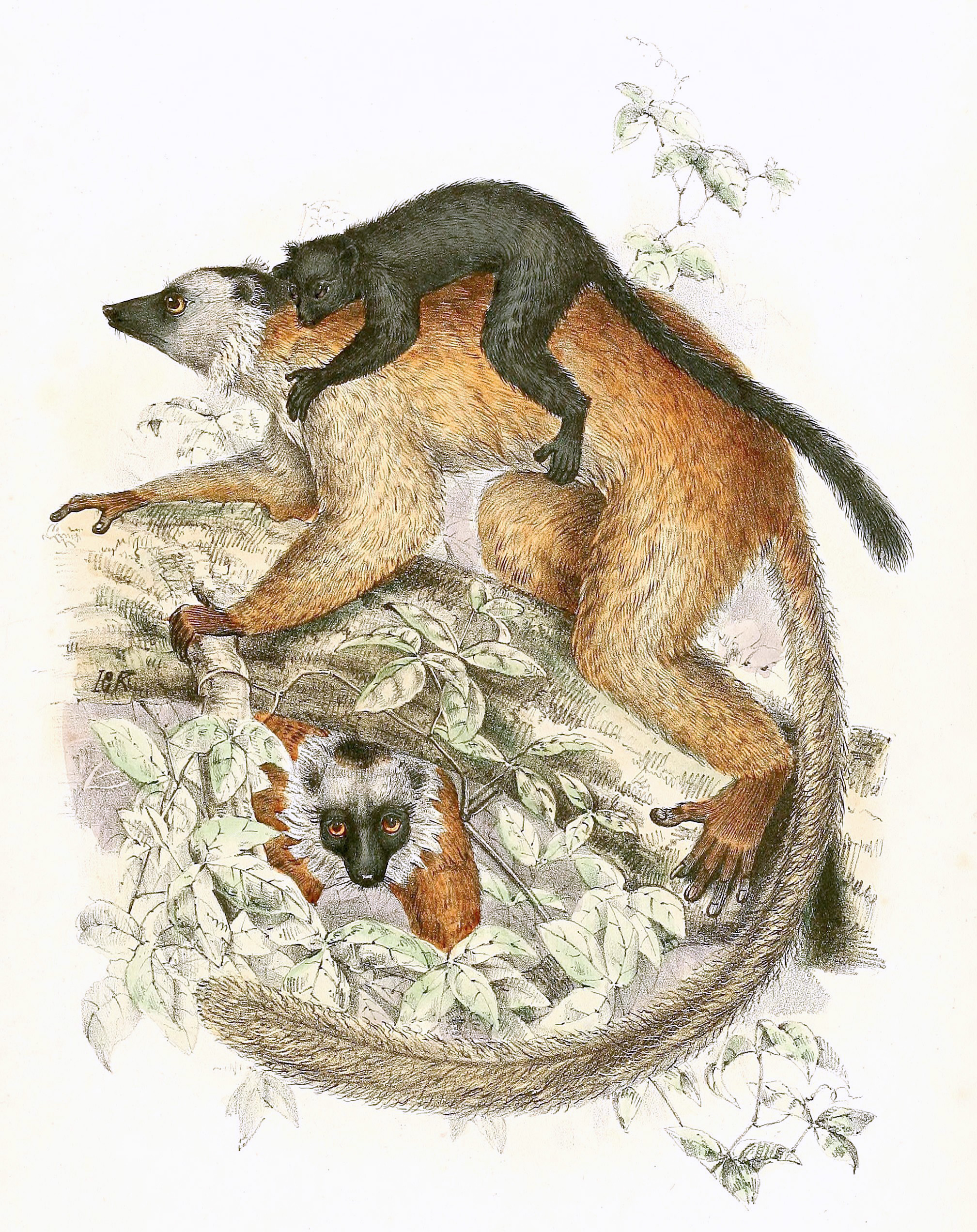
キツネザル
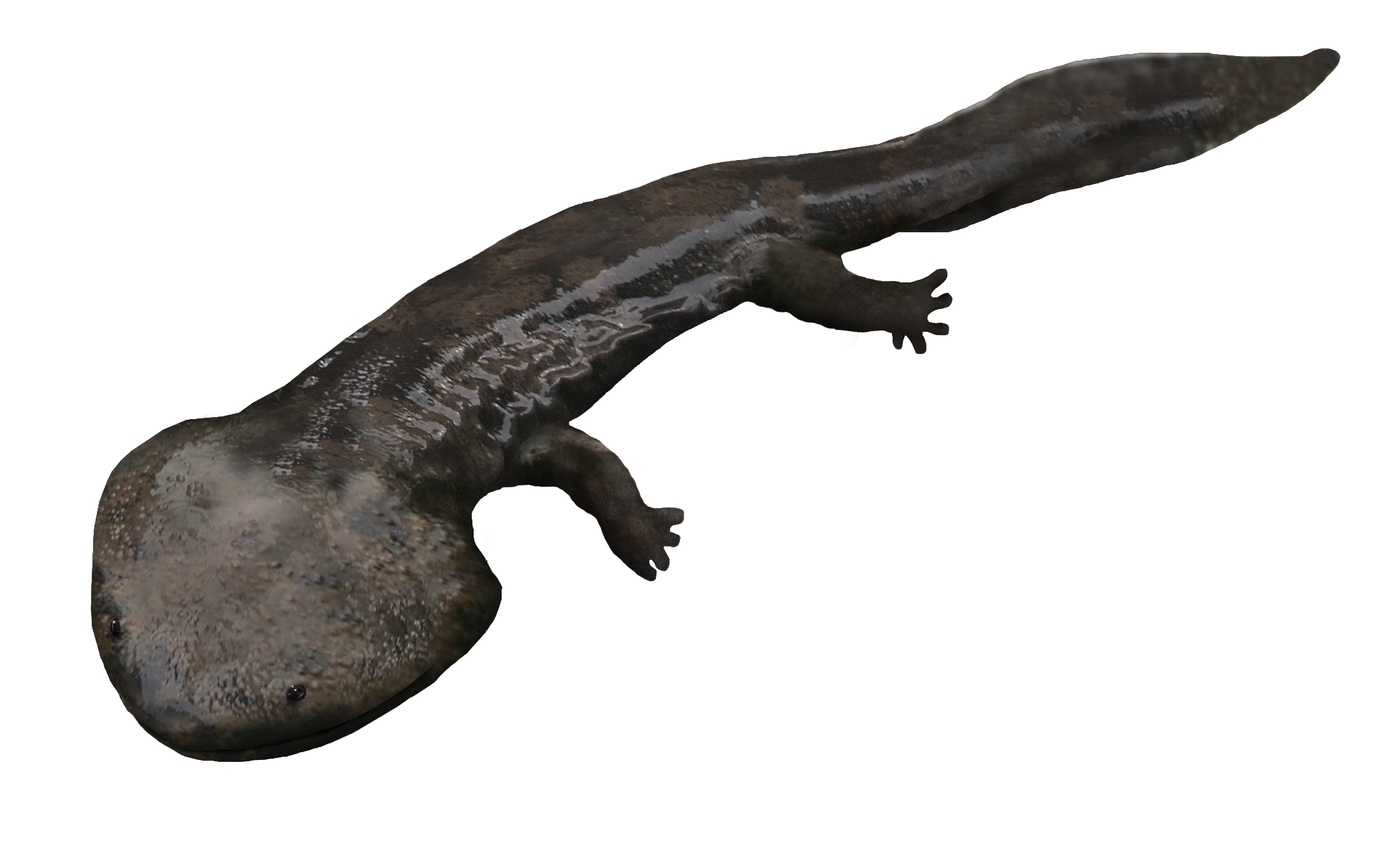
クーラスクス

## ゲーム
PlayStation 2版が2001年2月15日に発売された。発売元はユービーアイソフト。